# The Budapest Sun
A The Budapest Sun egy angol nyelvű magyar napilap volt. Állításuk szerint ők voltak a legnagyobb példányszámban elkelt idegen nyelvű napilap az országban.
A The Budapest Sunt Jim Michaels alapította 1993-ban. Az újságírók nagy része a már akkor megszűnt Budapest Postnál is dolgoztak. 1996-ban megvette az Associated Newspapers of Great Britain, amely a Daily Mail and General Trusthoz tartozik. A Budapest Sun 2002-ben 16 ezer példányszámban kelt el.
A lap 2009 elején megszűnt. Az utolsó lapszám 2009. január 29-én jelent meg.